# Боссико
Боссико (итал. Bossico) — коммуна в Италии, находится в регионе Ломбардия, в провинции Бергамо.
Население составляет 997 человек (2008), плотность населения составляет 142 чел./км². Занимает площадь 17 км². Почтовый индекс — 24060. Телефонный код — 035.
Покровителями коммуны почитаются святые апостолы Пётр и Павел, празднование 29 июня.

## Демография
Динамика населения:

## Города-побратимы
- Мерье, Франция

## Администрация коммуны
- Официальный сайт: